# Gimmick!
Gimmick! (яп. ギミック! Гимикку!) — японская компьютерная игра в жанре платформер для приставки Nintendo Entertainment System, разработанная и выпущенная компанией Sunsoft в 1992 году. В Европе первое время была известна под названием «Mr. Gimmick». В 2002 году игра была портирована на приставку PlayStation и выпущена в составе сборника Memorial Series SunSoft Vol.6.

## Сюжет
В игре отсутствует какой-либо текст, и все сюжетные сцены описываются анимацией. История начинается с того, что маленькая девочка в качестве подарка на день рожденья получает игрушку по имени Юметаро (ゆめたろー или Мистер Гиммик в скандинавской версии). Новая игрушка настолько нравится девочке, что она совсем забывает про остальные свои игрушки, и те, преисполненные чувством зависти, похищают её в другое измерение, населённое одними игрушками. Юметаро, выступая протагонистом, решает спасти свою хозяйку и отправляется искать её в этом причудливом мире.

## Игровой процесс
«Gimmick!» представляет собой классический платформер, поделённый на несколько уровней — в конце каждого из них героя ждёт сражение с боссом. В качестве оружия Юметаро использует прыгающие звёзды, которые создаёт верхушкой своей головы. Кроме поражения врагов звёзды имеют ещё несколько функций, в частности с их помощью персонаж может манипулировать различными существами, может запрыгивать на них и добираться таким образом до отдалённых мест. Присутствует инвентарь, в который накапливаются бомбы, зелья и огненные шары. Уровни в игре довольно короткие, но в каждом имеется секретное место с волшебными предметами. Если пропустить секреты и сражаться с «последним» боссом без волшебных предметов, в итоге выяснится, что девочка до сих пор похищена. Чтобы полностью завершить игру и получить хорошую концовку, Юметаро должен найти секреты на каждом уровне и не потерять при этом ни одного continue — тогда станет доступен дополнительный секретный уровень с новым последним боссом. При соблюдении всех условий игроку демонстрируется другая финальная заставка, в которой Юметаро спасает девочку и возвращается вместе с ней в реальный мир.

## Реакция публики
После релиза игра не имела коммерческого успеха и за пределами Японии большой популярностью не пользовалась, даже несмотря на издание в Скандинавии. Однако позже, с началом эпохи эмуляции, получила известность во многих регионах мира. В 1992 году в июльском выпуске американского журнала Electronic Gaming Monthly была опубликована положительная рецензия на «Gimmick!», однако каких-либо продолжений или сиквелов не последовало.

## Особенности исполнения
Японский картридж с игрой для Famicom использует дополнительный чип FME-7, реализующий функции маппера памяти и дополнительного тон-генератора, добавляющего 3 аудиоканала, благодаря чему звук обогащается дополнительными тремя инструментами или эффектами.